# Chicago Fire (6.ª temporada)
A sexta temporada da série de televisão dramática estadounidense Chicago Fire foi encomendada em 10 de maio de 2017 pela NBC, estreou em 28 de setembro de 2017 e foi finalizada em 10 de maio de 2018, contando com 23 episódios. A temporada foi produzida pela Universal Television em associação com a Wolf Entertainment, com Derek Haas, Michael Brandt e Matt Olmstead como produtores e com Dick Wolf como produtor executivo. A temporada foi ao ar na temporada de transmissão de 2017-18 às noites de quinta-feira às 22h00, horário do leste dos EUA.
A sexta temporada estrela Jesse Spencer como Tenente Matthew Casey, Taylor Kinney como Tenente Kelly Severide, Monica Raymund como Bombeira Gabriela Dawson, Kara Killmer como paramédica Sylvie Brett, David Eigenberg como Bombeiro Christopher Hermann, Yuri Sardarov como Bombeiro Brian "Otis" Zvonecek, Joe Minoso como Bombeiro Joe Cruz, Christian Stolte como Bombeiro Randy "Mouch" McHolland, Miranda Rae Mayo como Bombeira Stella Kidd e Eamonn Walker como Chefe de Batalhão Wallace Boden.
A temporada terminou com uma audiência média de de 9.67 milhões de telespectadores e ficou classificada em 29.º lugar na audiência total e classificada em 26.º no grupo demográfico de 18 a 49 anos.

## Enredo
O show explora a vida, tanto profissional quanto pessoal, dos bombeiros, equipes de resgate e paramédicos do Corpo de Bombeiros de Chicago no fictício Quartel 51, lar do fictício Carro Pipa 51, Viatura 81, Esquadrão de resgate 3, Batalhão 25 e Ambulância 61.

## Elenco e personagens

### Principal
- Jesse Spencer como Tenente Matthew Casey
- Taylor Kinney como Tenente Kelly Severide
- Monica Raymund como Paramédica Gabriela Dawson
- Kara Killmer como paramédica Sylvie Brett
- David Eigenberg como Bombeiro Christopher Hermann
- Yuri Sardarov como Bombeiro Brian "Otis" Zvonecek
- Joe Minoso como Bombeiro Joe Cruz
- Christian Stolte como Bombeiro Randy "Mouch" McHolland
- Miranda Rae Mayo como Bombeira Stella Kidd
- Eamonn Walker como Chefe de Batalhão Wallace Boden

| - Randy Flagler como Bombeiro Harold Capp - DuShon Brown como Connie - Gary Cole como Chefe Carl Grissom - Eloise Mumford como Hope Jacquinot - Daniel Di Tomasso como Tenente Zach Torbett - Ariane Rinehart como Lily - Daniel Zacapa como Ramon Dawson - Melissa Ponzio como Donna Boden - Damon Dayoub como Bombeiro Jake Cordova - Quinn Cooke como Bria Jameson - Andrew Rothenberg como Sr. Jameson - Michael Hayden como Chefe Dave Huffhines | - Robyn Coffin como Cindy Herrmann - Sarah Shahi como Renee Royce - Marquis Rodriguez como Rashidi - John Gatins como Chefe Sam Mullins - Michael Cognata como Julian Robbins - Treat Williams como Bennie Severide - Kim Delaney como Jennifer Sheridan - Cynthia Sosa como Delia Cantor - Steve Casillas como Gregg Hill |

### Crossover
- Jason Beghe como Sargento Hank Voight (De Chicago P.D.)
- Jon Seda como Detetive Antonio Dawson (De Chicago P.D.)
- Jesse Lee Soffer como Detetive Jay Halstead (De Chicago P.D.)
- Tracy Spiridakos como Detetive Hailey Upton (De Chicago P.D.)
- Patrick John Flueger como Adam Ruzek (De Chicago P.D.)
- Marina Squerciati como Kim Burgess (De Chicago P.D.)
- Amy Morton como Sargento Trudy Platt (De Chicago P.D.)
- Nick Gehlfuss como Dr. Will Halstead (De Chicago Med)
- Yaya DaCosta como April Sexton (De Chicago Med)
- Colin Donnell como Dr. Connor Rhodes (De Chicago Med)
- Brian Tee como Dr. Ethan Choi (De Chicago Med)
- Marlyne Barrett como Maggie Lockwood (De Chicago Med)

## Episódios
| N.º na série | N.º na temp. | Título                               | Dirigido por       | Escrito por                                             | Exibição original      | Audiência (milhões) |
| --- | ------------ | ------------------------------------ | ------------------ | ------------------------------------------------------- | ---------------------- | ------------------- |
| 115 | 1            | "It Wasn't Enough"                   | Reza Tabrizi       | Derek Haas                                              | 28 de setembro de 2017 | 7.19                |
| Com a maior parte do Corpo de Bombeiros 51 ainda preso no incêndio do armazém, Boden toma uma decisão dividida e usa canhões de água para salvar seus homens, apesar dos perigos causados pelo vapor resultante. Dois meses depois, Casey, junto com Mouch e o resto do Corpo de Bombeiros, sobrevivem. Casey recebe uma Medalha de Valor e é revelado que ele está sendo considerado para promoção a Capitão; A opinião de Casey sobre o assunto é que ele já teve bastante política. Enquanto isso, o pai de Dawson se muda sem aviso prévio e encontra emprego mais uma vez. Enquanto isso, Mouch retorna ao 51 com uma nova personalidade fitness. Além disso, Brett se reúne com uma amiga de infância chamada Hope, que inicia um relacionamento com Severide. Uma professora se queima em um incêndio na escola onde a esposa de Boden, Donna, recentemente começou a ensinar. Donna mais tarde revela que o incêndio não foi um acidente. Kidd vai morar com Severide. |              |                                      |                    |                                                         |                        |                     |
| 116 | 2            | "Ignite on Contact"                  | John Hyams         | Andrea Newman                                           | 5 de outubro de 2017   | 6.13                |
| Boden, Casey e Severide investigam o incêndio na escola de Donna e descobrem que foi um incêndio criminoso e que uma das crianças pode estar envolvida. Enquanto isso, após uma discussão acalorada em uma ligação, Mouch desafia o Corpo de Bombeiros 87 para vencer a convocação de bombeiros e recruta Brett, Hermann, Otis, Kidd, Casey e Cruz junto com o resto do Corpo de Bombeiros. Severide descobre que o primeiro suspeito do incêndio na escola de Donna não era o verdadeiro incendiário. |              |                                      |                    |                                                         |                        |                     |
| 117 | 3            | "An Even Bigger Surprise"            | Sanford Bookstaver | Jill Weinberger                                         | 12 de outubro de 2017  | 6.16                |
| Quando Boden é colocado em uma tarefa matinal de detalhes, um novo chefe assume e começa a bater de frente com Casey, Brett e Dawson em relação às regras do quartel e decisões sobre chamados. Mouch, Otis e Hermann fazem uma surpresa elaborada para Cruz com Leon, o irmão de Cruz, envolvido para seu aniversário. Brett descobre a verdadeira razão pela qual Hope deixou sua cidade natal - logo após ela ser contratada no quartel. Quando Boden retorna ao quartel, o novo chefe surpreende Casey após o resgate ousado de Casey de um suposto saltador suicida. |              |                                      |                    |                                                         |                        |                     |
| 118 | 4            | "A Breaking Point"                   | Matt Earl Beesley  | Michael A. O'Shea                                       | 19 de outubro de 2017  | 6.35                |
| Durante uma missão pessoal, Dawson percebe que há uma queda de concreto de uma garagem trabalhada por trabalhadores da construção civil. A garagem logo desmorona, prendendo Dawson dentro junto com os outros. Enquanto isso, Casey começa a ficar sobrecarregado com seus novos deveres como capitão e temendo a cerimônia de promoção. Além disso, Brett confronta Hope sobre o boato de que ela roubou dinheiro. |              |                                      |                    |                                                         |                        |                     |
| 119 | 5            | "Devil's Bargain"                    | Jono Oliver        | Michael Gilvary                                         | 26 de outubro de 2017  | 6.55                |
| Severide e Casey brigam após um resgate perigoso. Brett sai com um médico depois de um chamado. Otis mostra uma nova ferramenta para o quartel. Alguns problemas de dinheiro causam tensão para Hope, Brett e Stella. Ao final, o cheque de Stella Kidd foi escondido por Hope sem ser notificado, então ela rasgou seu cheque. |              |                                      |                    |                                                         |                        |                     |
| 120 | 6            | "Down is Better"                     | Reza Tabrizi       | Derek Haas                                              | 2 de novembro de 2017  | 5.88                |
| Kidd recebe a notícia chocante de que ela está sendo transferida do 51 após um chamado bem-sucedido. As tensões entre Dawson e seu pai Ramon chegam a golpes. Casey e Boden provam que Hope forjou a assinatura do chefe Mullins na transferência de Kidd, e Hope é demitida do 51. Além disso, Otis procura expandir o Molly's para um segundo local depois de encontrar um local perfeito - um bar perto de seu apartamento que está falindo. Dawson e Brett vão a um chamado de uma vítima de facada apenas para surpresa de Dawson, é seu pai Ramon. |              |                                      |                    |                                                         |                        |                     |
| 121 | 7            | "A Man's Legacy"                     | Joe Chappelle      | Alvaro Rodriguez                                        | 4 de janeiro de 2018   | 5.96                |
| Durante um chamado, Dawson fica chocada ao encontrar seu pai esfaqueado e deixado para morrer. Ela o leva para o Chicago Med, onde ele sobrevive e se recupera. Enquanto isso, Otis, Kidd e Hermann se preparam para a inauguração de Molly's North com uma campanha publicitária. Boden lida com os tremores secundários de uma ligação em que a vítima é um famoso cantor de blues. Brett reacende seu relacionamento com Antonio Dawson. |              |                                      |                    |                                                         |                        |                     |
| 122 | 8            | "The Whole Point of Being Roommates" | Stephen Cragg      | Jamila Daniel                                           | 11 de janeiro de 2018  | 5.30                |
| Após um chamado, Dawson fica de olho em uma das vítimas, pois seu pai é viciado em analgésicos e está em um ambiente ruim. Enquanto isso, Boden conhece o irmão de Donna e imediatamente se torna cético em relação a ele quando pede um favor financeiro. Além disso, Cruz e Otis investigam quem Brett está namorando e Brett novamente fica com medo em seu relacionamento com Antonio Dawson. |              |                                      |                    |                                                         |                        |                     |
| 123 | 9            | "Foul is Fair"                       | Sanford Bookstaver | Derek Haas                                              | 18 de janeiro de 2018  | 5.68                |
| O relacionamento de Casey e Dawson fica tenso quando ela passa a maior parte do tempo tentando encontrar a adolescente desaparecida junto com Severide. Enquanto isso, Otis, Mouch e Herrmann investigam um cheiro avassalador que permeia o 51. Kidd e Brett lutam pela afeição de um tenente bonito da Unidade de Produtos Perigosos. |              |                                      |                    |                                                         |                        |                     |
| 124 | 10           | "Slamigan"                           | Bill Johnson       | Andrea Newman                                           | 25 de janeiro de 2018  | 6.06                |
| Dawson e Casey continuam a rastrear o paradeiro de Bria. Enquanto isso, Cruz pede a ajuda de Brett, Otis e Hermann para criar uma nova ferramenta de resgate. Além disso, Kidd vai em seu primeiro encontro com o tenente Zach. |              |                                      |                    |                                                         |                        |                     |
| 125 | 11           | "Law of the Jungle"                  | Reza Tabrizi       | Michael A. O'Shea                                       | 1 de fevereiro de 2018 | 5.67                |
| Severide e Casey discordam em um resgate que leva a uma oferta externa para ajudar Severide a acelerar na hierarquia, mas Severide recusa. Enquanto isso, Hermann leva a filha para o trabalho e pede a ajuda do 51 para ajudar a entretê-la. Dawson oferece a Brett um tratamento de spa com um amigo e Kidd sobe na escala social. |              |                                      |                    |                                                         |                        |                     |
| 126 | 12           | "The F is For"                       | James Hanlon       | Jill Weinberger                                         | 1 de março de 2018     | 5.67                |
| Casey e Severide saltam de um prédio de cinco andares e caem em um rio e sobrevivem. Após o chamado, um fotógrafo é convidado a tirar fotos de um dia de vida no quartel, no entanto, Casey encontra o fotógrafo tentando tirar fotos de Dawson tomando banho. Enquanto isso, Kidd começa a procurar um novo apartamento para grande decepção de Severide. Dawson e Brett investigam um acampamento de sem-teto onde uma das pessoas continua sendo agredida. Hermann é recrutado para se tornar um life coach depois de ser visto em ação como um bartender compassivo. |              |                                      |                    |                                                         |                        |                     |
| 127 | 13           | "Hiding Not Seeking"                 | Leslie Libman      | Derek Haas & Andrea Newman & Michael Gilvary            | 8 de março de 2018     | 6.24                |
| Hank Voight e a unidade de Inteligência pedem a ajuda do quartel 51 com Dawson e Brett para se disfarçarem para aprofundar sua investigação sobre um bombardeiro em série visando membros da mídia. Casey, Boden e Severide emprestam seus conhecimentos na investigação. Enquanto isso, o relacionamento de Kidd com Zach atinge um obstáculo quando ela descobre que ainda tem sentimentos por Severide. Esse episódio conclui um crossover com Chicago P.D. que começou em "Profiles." |              |                                      |                    |                                                         |                        |                     |
| 128 | 14           | "Looking for a Lifeline"             | Joe Chappelle      | Derek Haas                                              | 22 de março de 2018    | 6.88                |
| Após um chamado para um acidente de carro envolvendo marido e mulher, Casey suspeita de um caso de violência doméstica quando o marido é agressivo e dominador. Enquanto isso, Kidd ajuda Severide, e Cruz começa a ficar irritado quando Hermann, Otis e Mouch trazem investidores de fora para sua invenção. Em outro lugar, Brett confia em Dawson, que sugere que Brett pode estar grávida. |              |                                      |                    |                                                         |                        |                     |
| 129 | 15           | "The Chance to Forgive"              | Reza Tabrizi       | Michael A. O'Shea & Jamila Daniel                       | 22 de março de 2018    | 6.88                |
| O Corpo de Bombeiros 51 responde a um chamado de um incêndio residencial, mas as coisas tomam um rumo dramático quando tiros são disparados na casa e Otis fica gravemente ferido. O tiroteio não vem de um atirador, mas do depósito de munição incendiado que o filho adolescente da família possui. Brett descobre seus verdadeiros sentimentos por Antonio Dawson, mas fica desapontada quando descobre que ele foi armado para um encontro às cegas. Além disso, Casey empurra Severide para mostrar seus verdadeiros sentimentos por Kidd. Depois que a mãe no incêndio da casa morre, a tragédia atinge o adolescente depois que as acusações criminais contra ele são retiradas. |              |                                      |                    |                                                         |                        |                     |
| 130 | 16           | "The One that Matters the Most"      | Bill Johnson       | Michael Gilvary                                         | 29 de março de 2018    | 5.42                |
| Com Otis fora do quartel, as tensões aumentam quando um substituto incomoda Hermann e outros. Severide e Stella parecem estar entrando em um relacionamento "Mais do que apenas amigos". Grissom observa o quartel em um chamado e tem uma breve discussão com Severide enquanto Boden considera uma grande promoção. |              |                                      |                    |                                                         |                        |                     |
| 131 | 17           | "Put White on Me"                    | Matt Earl Beesley  | História por : Jill Weinberger Roteiro por : Derek Haas | 5 de abril de 2018     | 5.48                |
| Otis retorna ao quartel depois de ser ferido no trabalho e é imediatamente colocado no trabalho de mesa. Enquanto isso, a mãe de Severide chega a Chicago e entra em conflito com Kidd. O relacionamento de Casey e Dawson é testado após uma revelação sobre Cordova. Uma empresa privada de ambulância se junta a Brett e Dawson em vários chamados e tenta convencer Dawson a considerar se juntar a eles até que ela veja sua ética menos que hipocrática. Depois que Otis rastreia os pais de um menino resgatado de um acidente na piscina e entrega o menino ao pai, a mãe processa o CFD e a cidade - até que Otis descobre que é uma fraude. Severide e Stella levam um choque do pai de Severide, Benny, quando voltam para casa de um turno. |              |                                      |                    |                                                         |                        |                     |
| 132 | 18           | "When They See Us Coming"            | Lin Oeding         | Andrea Newman & Michael Gilvary                         | 12 de abril de 2018    | 5.64                |
| O FBI visita o 51 para realizar uma investigação. Enquanto isso, a mãe de Severide dá alguns conselhos a Stella, que pondera uma grande decisão. Otis finalmente se recuperou de seus ferimentos à beira da morte e está feliz por estar de volta ao quartel. |              |                                      |                    |                                                         |                        |                     |
| 133 | 19           | "Where I Want to Be"                 | Eric Laneuville    | Michael A. O'Shea                                       | 19 de abril de 2018    | 5.39                |
| Um incêndio em um esconderijo do cartel leva a uma grande escalada de violência na área. O dinheiro perdido pode colocar a carreira de Cordova em risco. A tentativa de Otis de acelerar sua fisioterapia não dá frutos e ele deve considerar seu futuro a longo prazo. Cordova tem que tomar uma decisão importante em relação à sua capacidade de se misturar verdadeiramente à família do 51. Kidd reconsidera seus arranjos de vida com Kelly. Hermann lida com as consequências de seu filho se mudar para seu próprio apartamento. |              |                                      |                    |                                                         |                        |                     |
| 134 | 20           | "The Strongest Among Us"             | Reza Tabrizi       | Derek Haas                                              | 26 de abril de 2018    | 5.55                |
| Otis retorna à ativa após seu acidente e imediatamente bate de frente com Kidd, que quer continuar dirigindo o Caminhão 81. Enquanto isso, Severide e Boden recebem um suborno anônimo após uma ligação. Além disso, Bria retorna à vida de Dawson, e Cruz pede conselhos a Brett sobre namorar uma mulher casada. |              |                                      |                    |                                                         |                        |                     |
| 135 | 21           | "The Unrivaled Standard"             | Joe Chappelle      | Jeff Drayer                                             | 3 de maio de 2018      | 5.54                |
| Severide fica chocado quando descobre que sua antiga paixão, Renee Royce, retorna a Chicago e pede um favor a ele. Enquanto isso, Herrmann e outro tenente do corpo de bombeiros não concordam quando se trata do jogo de basquete de seus filhos. Além disso, Casey e Severide incentivam ativamente Boden a buscar uma promoção. Mais tarde, Hermann lamenta a perda de seu amigo, o tenente com quem discutiu no jogo. |              |                                      |                    |                                                         |                        |                     |
| 136 | 22           | "One for the Ages"                   | Leslie Libman      | Michael Gilvary & Andrea Newman                         | 10 de maio de 2018     | 5.95                |
| Boden concorre para Comissário de Bombeiros de Chicago com o prefeito de Chicago apoiando-o. Enquanto isso, após um chamado, Brett conhece um homem que está interessado em comprar vários dos instrumentos de Cruz. Além disso, Kidd fica cética em relação às intenções de Renee com Severide. |              |                                      |                    |                                                         |                        |                     |
| 137 | 23           | "The Grand Gesture"                  | Reza Tabizi        | Derek Haas                                              | 10 de maio de 2018     | 5.95                |
| A candidatura de Boden a comissário se complica quando sua vida pessoal vem à tona. Enquanto isso, Brett lida com as consequências após uma ligação que se tornou perigosa. Além disso, é revelado que Dawson e Casey não podem conceber um filho próprio e Casey considera a adoção para desgosto de Dawson. |              |                                      |                    |                                                         |                        |                     |

## Recepção

### Audiência
| №     | Título                                         | Exibição original      | Rating/share (18–49) | Audiência (em milhões) | DVR (18–49) | Audiência em DVR (milhões) | Total (18–49) | Audiência total (em milhões) |
| ----- | ---------------------------------------------- | ---------------------- | -------------------- | ---------------------- | ----------- | -------------------------- | ------------- | ---------------------------- |
| 1     | "It Wasn't Enough"                             | 28 de setembro de 2017 | 1.5/6                | 7.19                   | 1.1         | 4.27                       | 2.6           | 11.46                        |
| 2     | "Ignite on Contact"                            | 5 de outubro de 2017   | 1.2/4                | 6.13                   | 1.1         | 4.21                       | 2.3           | 10.33                        |
| 3     | "An Even Bigger Surprise"                      | 12 de outubro de 2017  | 1.1/4                | 6.16                   | 1.0         | 3.87                       | 2.1           | 10.03                        |
| 4     | "A Breaking Point"                             | 19 de outubro de 2017  | 1.1/4                | 6.35                   | 1.0         | 3.91                       | 2.1           | 10.25                        |
| 5     | "Devil's Bargain"                              | 26 de outubro de 2017  | 1.2/5                | 6.55                   | 1.0         | 3.85                       | 2.2           | 10.40                        |
| 6     | "Down is Better"                               | 2 de novembro de 2017  | 1.0/4                | 5.88                   | 1.1         | 4.01                       | 2.1           | 9.89                         |
| 7     | "A Man's Legacy"                               | 4 de janeiro de 2018   | 1.1/4                | 5.96                   | 0.8         | 3.32                       | 1.9           | 9.28                         |
| 8     | "The Whole Point of Being Roommates"           | 11 de janeiro de 2018  | 0.9/3                | 5.30                   | 1.1         | 4.19                       | 2.0           | 9.49                         |
| 9     | "Foul is Fair"                                 | 18 de janeiro de 2018  | 1.0/4                | 5.68                   | 1.0         | 3.98                       | 2.0           | 9.66                         |
| 10    | "Slamigan"                                     | 25 de janeiro de 2018  | 1.1/4                | 6.06                   | 1.0         | 4.03                       | 2.1           | 10.09                        |
| 11    | "Law of the Jungle"                            | 1 de fevereiro de 2018 | 1.0/4                | 5.67                   | 1.1         | 4.08                       | 2.1           | 9.75                         |
| 12    | "The F is For"                                 | 1 de março de 2018     | 1.1/5                | 5.67                   | 1.1         | 4.14                       | 2.2           | 9.81                         |
| 13    | "Hiding Not Seeking"                           | 8 de março de 2018     | 1.2/5                | 6.24                   | 1.1         | 4.34                       | 2.3           | 10.62                        |
| 14/15 | "Looking for a Lifeline The Chance to Forgive" | 22 de março de 2018    | 1.2/5                | 6.88                   | 1.0         | 3.87                       | 2.2           | 10.55                        |
| 16    | "The One that Matters the Most"                | 29 de março de 2018    | 1.0/4                | 5.42                   | 1.1         | 4.12                       | 2.1           | 9.54                         |
| 17    | "Put White on Me"                              | 5 de abril de 2018     | 1.0/4                | 5.48                   | 1.1         | 4.11                       | 2.1           | 9.59                         |
| 18    | "When They See Us Coming"                      | 12 de abril de 2018    | 1.0/4                | 5.64                   | 1.0         | 4.12                       | 2.0           | 9.76                         |
| 19    | "Where I Want to Be"                           | 19 de abril de 2018    | 1.0/4                | 5.39                   | 0.9         | 4.12                       | 1.9           | 9.51                         |
| 20    | "The Strongest Among Us"                       | 26 de abril de 2018    | 0.9/4                | 5.55                   | 1.0         | 3.97                       | 1.9           | 9.52                         |
| 21    | "The Unrivaled Standard"                       | 3 de maio de 2018      | 1.0/4                | 5.54                   | 1.0         | 3.94                       | 2.0           | 9.49                         |
| 22/23 | "One for the Ages The Grand Gesture"           | 10 de maio de 2018     | 1.0/4                | 5.95                   | 0.9         | 3.67                       | 1.9           | 9.62                         |

Notas
1. ↑  A audiência Ao Vivo + 7 dias não estava disponível, portanto foi utilizada a audiência Ao Vivo + 3 dias

## Lançamento em DVD
| Chicago Fire – Season Six                                                                                                  | | | | | |
| Detalhes do DVD | Detalhes do DVD | Detalhes do DVD | Características Especiais | Características Especiais | Características Especiais |
| - 23 episódios - 6 discos - Áudio em Inglês (Dolby Digital 5.1 Surround) - Legendas: Inglês, Francês, Espanhol e Português | - 23 episódios - 6 discos - Áudio em Inglês (Dolby Digital 5.1 Surround) - Legendas: Inglês, Francês, Espanhol e Português | - 23 episódios - 6 discos - Áudio em Inglês (Dolby Digital 5.1 Surround) - Legendas: Inglês, Francês, Espanhol e Português | - Episódio crossover com Chicago P.D.: - "Profiles" - Parte um do crossover de duas partes que termina em "Hiding Not Seeking". | - Episódio crossover com Chicago P.D.: - "Profiles" - Parte um do crossover de duas partes que termina em "Hiding Not Seeking". | - Episódio crossover com Chicago P.D.: - "Profiles" - Parte um do crossover de duas partes que termina em "Hiding Not Seeking". |
| Datas de lançamento | | | | | |
| Região 1 | Região 1 | Região 2 | Região 2 | Região 4 | Região 4 |
| 28 de agosto de 2018 | 28 de agosto de 2018 | 22 de outubro de 2018 | 22 de outubro de 2018 | 19 de setembro de 2018 | 19 de setembro de 2018 |